# Máquina autorreplicadora

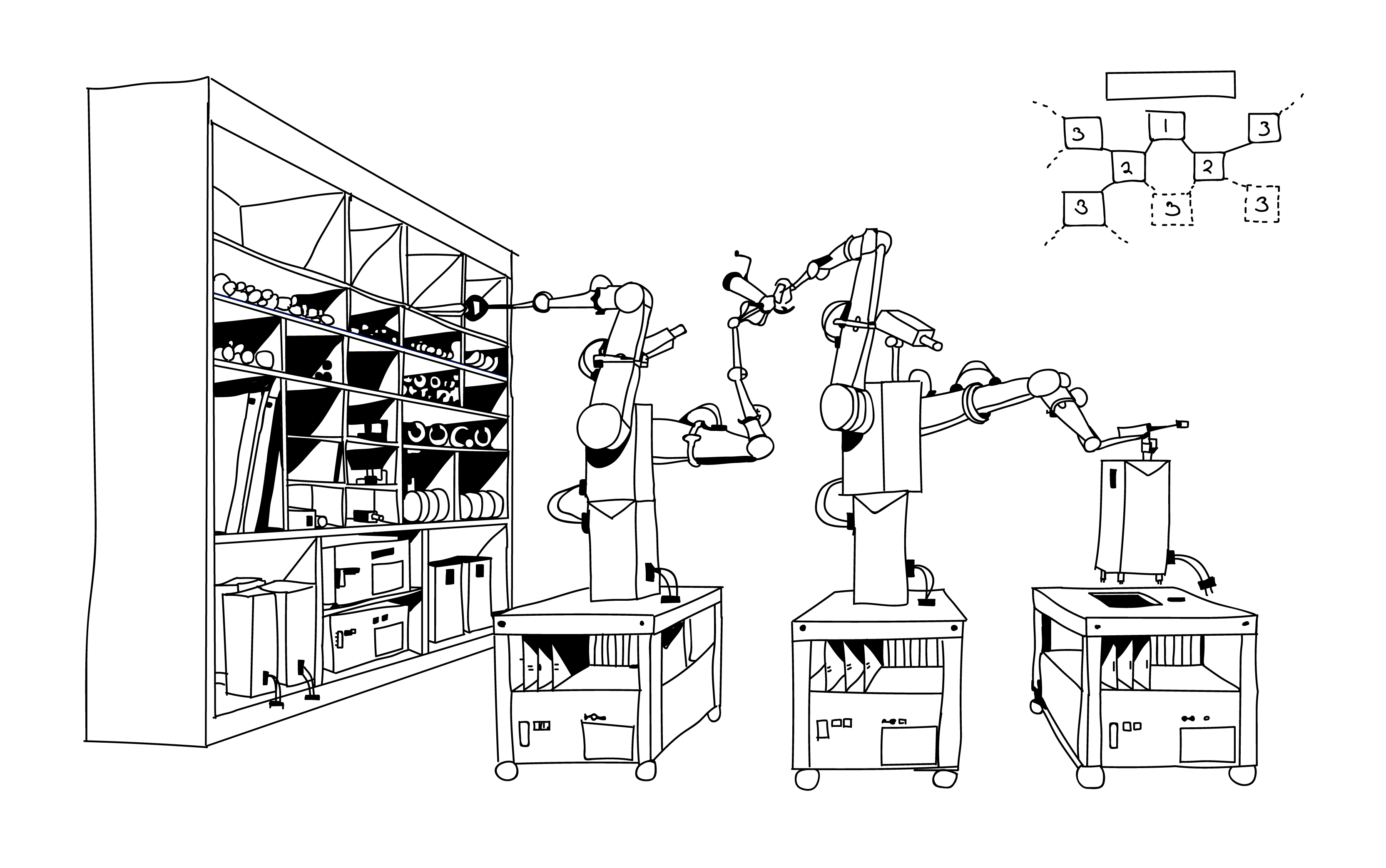
Uma forma simples de máquina autorreplicadora

Uma máquina autorreplicadora (ou autorreplicante) é uma construção que teoricamente é capaz de autonomamente fabricar uma cópia de si mesma usando materiais brutos pegos de seu meio-ambiente. Este conceito foi avançado e examinado por Homer Jacobsen, Edward F. Moore, Freeman Dyson, John von Neumann e recentemente por K. Eric Drexler, em seu livro sobre nanotecnologia, Engines of Creation, e por Robert Freitas e Ralph Merkle, no artigo Kinematic Self-Replicating Machines, que apresentaram a primeira análise compreensiva de um completo projeto de um replicador.
O desenvolvimento futuro desta tecnologia foi traçada como uma parte fundamental de planos envolvendo desde a mineração de luas e cinturões de asteroides de minério e outros materiais até a criação de fábricas lunares e satélites de energia solar no espaço. Esta possibilidade é nomeada de sonda de von Neumann, que é um exemplo teórico desta máquina. Von Neumann também trabalhou no que chamou de construtor universal, uma máquina autorreplicadora que operaria em ambientes autômatos celulares.
Uma máquina autorreplicadora é, como o nome sugere, um sistema artificial autorreplicante que baseia-se em tecnologia convencional de larga escala e em automação. Certos termos idiossincráticos são ocasionalmente encontrados na literatura. Por exemplo, o termo "replicador estrépito" foi uma vez usado por Drexler para distinguir sistemas replicantes em macroescala de nano-robôs microscópicos ou montadores que possuem habilidade de construção nanotecnológica, entretanto o termo é informal e raramente usado por outros em discussões populares ou técnicas. Replicadores também foram chamados de "máquinas de von Neumann" após John von Neumann, que foi o primeiro estudioso assíduo do conceito. Porém este termo ("máquina de von Neumann") é menos específico e também refere-se a uma proposta de uma arquitetura computacional proposta por von Neumann, assim seu uso não é recomendado onde a precisão é importante. Consequentemente, o próprio criador do termo utilizou construtor universal para descrever tais máquinas autorreplicadoras.